# Журавский, Александр Владимирович
Алекса́ндр Влади́мирович Жура́вский  (род. 30 марта 1970, Казань, Татарская АССР) — российский историк, религиовед и государственный деятель. Заместитель министра культуры Российской Федерации (11 февраля 2015 года — 8 февраля 2017), статс-секретарь — заместитель министра культуры Российской Федерации (8 февраля 2017 — 11 июня 2018). Кандидат исторических наук. Кандидат богословия. Один из авторов «Православной энциклопедии».

## Биография
В 1993 году окончил Казанский национальный исследовательский технический университет имени А. Н. Туполева по специальности «аэродинамика и термодинамика».
В 1993—1995 годах работал научным сотрудником научно-производственной внедренческой фирмы «Джет-Соник Лтд.», г. Москва.
C 1995 по 1998 год исполнял обязанности председателя отдела по канонизации Казанского епархиального управления. С июля 1998 по июнь 2001 года — проректор по учебной части Казанской духовной семинарии.
В 1999 году окончил Православный Свято-Тихоновский богословский институт по специальности «религиоведение». В 1999 году в Институте российской истории РАН под научным руководством доктора исторических наук, профессора О. Ю. Васильевой защитил диссертация по теме «Казанская духовная академия на переломе эпох, 1884—1921 гг.» (специальность 07.00.02 — отечественная история).
13 ноября 2000 года на заседании учрежденного Патриархом Алексием II специализированного Учёного совета Православного Свято-Тихоновского богословского института защитил диссертацию «жизнь и деятельность митрополита Казанского и Свияжского Кирилла (Смирнова) в контексте исторических событий и церковных разделений XX века» на соискание ученой степени кандидата богословия.
С 2002 года работал в Москве. В феврале-ноябре 2002 года — ведущий аналитик пресс-службы Церковно-научного центра «Православная энциклопедия».
C 2002 по 2004 года — ведущий научный редактор, заведующий редакцией политологии научного издательства «Большая российская энциклопедия».
C 2003 года — доцент кафедры религиоведения Российской академии государственной службы при Президенте Российской Федерации, руководитель Центра этнорелигиозных и политических исследований РАГС.
С ноября 2004 по август 2006 года —заместитель, в 2006—2014 годах — директор Департамента межнациональных отношений (с 2013 года — Департамента государственной политики в сфере межнациональных отношений) Министерства регионального развития РФ.
С декабря 2014 по февраль 2015 года — директор Департамента межнациональных отношений Министерства культуры Российской Федерации.
С 11 февраля 2015 года — заместитель, с 8 февраля 2017 по 11 июня 2018 — статс-секретарь — заместитель министра культуры РФ, координировал деятельность Департамента. 11 июня 2018 года премьер-министр РФ Дмитрий Медведев подписал распоряжение, согласно которому Александр Журавский освобождается от должности статс-секретаря — заместителя Министра культуры РФ по личной просьбе.
В декабре 2018 года перешёл на работу в Администрацию президента РФ, где занял должность заместителя начальника Управления президента РФ по общественным проектам (данное подразделение возглавляет Сергей Новиков).

## Научные труды
- Казанская церковь в эпоху гонений: Страницы истории — Казань: Заря-Тан, 1994 — 38 с. — 2500 экз.
- Жизнеописания новых мучеников Казанских: год 1918-й / сост. А. Журавский. — М. : Изд. им. свт. Игнатия Ставропольского, 1996. — 204 с.
- Во имя правды и достоинства Церкви: жизнеописание и труды священномученика Кирилла Казанского в контексте исторических событий и церкововных разделений XX в. — М.: Сретенский монастырь, 2004. — 863 с. ISBN 5-7533-0302-1
- Беглов А. Л., Васильева О. Ю., Журавский А. В., Петрушко В. И. Раздел III  В годы репрессий 1926—1940 // Русская Православная Церковь. XX век / Под ред. архим. Тихона (Шевкунова). — М.: Изд-во Сретенского монастыря, 2008. — С. 205—290. — 800 с. — 5000 экз. — ISBN 978-5-7533-0128-4.

- «Бог поругаем не бывает…»: выдержки из книги А.Журавского-молодого исследователя, занимающегося систематизацией и анализом сведений по истории православия в Татарстане // Вечерняя Казань. — 1995. — 14 марта.
- Казанская Духовная Академия в последний период ее существования // История и человек в богословии и церковной науке: Мат-лы Казанской юбил. ист.-богосл. конф. Окт. 1995 г. — Каз., 1996. — С. 95—102
- Епископ Чистопольский Иоасаф (Удалов) как последователь митрополита Казанского Кирилла [Смирнова] // Ежегодная богословская конференция Православного Свято-Тихоновского богословского института. — М., 1996. — С. 358—363
- Жизнь и деятельность митрополита Казанского и Свияжского Кирилла (Смирнова) с 1918 по 1922 г. // Ежегодная богословская конференция Православного Свято-Тихоновского богословского института. — М., 1997. — С. 203—212.
- Гжатский период жизни Казанского митрополита Кирилла (Смирнова) и арест 1934 года // Ежегодная богословская конференция Православного Свято-Тихоновского богословского института. — М., 1998. — С. 246—252.
- К вопросу об использовании полумесяца (луны) в христианской символике // Ежегодная богословская конференция Православного Свято-Тихоновского богословского института. — М., 1999. — C. 31-35.
- Обновленческий приход в 20-е годы XX в. // Ежегодная богословская конференция Православного Свято-Тихоновского богословского института. — М., 1999. — С 370—373.
- Миссионерская деятельность в Казани на рубеже XIX—XX вв. // Научно-богословские труды по проблемам православной миссии. — Белгород : Миссионерский отдел Московского Патриархата, 1999. — 338 с. — С. 80—82
- Новое мифотворчество в современной исторической науке // Материалы Казанской историко-богословской конференции «Современный мир и богословские науки» 17 (30) — 18 (31) марта 1998 г. — Казань, 1999.
- «Инородческое обозрение» как журнал этнографического периода Казанской миссионерской школы // Учёные записки Российского православного университета. 2000. Вып. 6. — С. 197—210;
- К истории «Православного собеседника» // Православный собеседник. — М., 2000. — № 1. — С. 42-68;
- Светская и церковная историография о взаимоотношениях правой оппозиции и митрополита Сергия (Страгородского) // Нестор. — СПб., 2000. — № 1. — С. 344—371
- Краткое жизнеописание митр. Казанского Кирилла (Смирнова) // Православный собеседник. — М., 2000. — № 1. — С. 204—246.
- Письма русских, сербских и румынских иерархов И. С. Бердникову по каноническим и церковно-общественным вопросам / Предисл. и коммент.: А. В. Журавский // Православный собеседник. 2000. — № 1. — С. 119—172;
- Актуальные и перспективные направления изучения русской церковной истории XX века // Исторический вестник. — М., 2000. — № 5-6 (9-10). — С. 286—300.
- Светская и церковная историография о взаимоотношениях правой оппозиции и митрополита Сергия (Страгородского) // Нестор: ежеквартальный журнал истории и культуры России и Восточной Европы. — 2000. — № 1. — С. 343—372
- Насильственная секуляризация монастырских хозяйств в национальных республиках Поволжья в 1917—1919 годах // Исторический Вестник. — 2001. — № 1 (12).
- К вопросу о классификации оппозиционных движений и групп митрополиту Сергию (Страгородскому) // История Русской православной Церкви в XX веке (1917—1933): материалы конференции (г. Сэнтендре (Венгрия) 13-16 ноября 2001 г.). — Мюнхен: Издание Обители прп. Иова Почаевского, 2002. — 580 с. — 1500 экз. — ISBN 3-935217-05-6. — С. 350—383
  - К вопросу о классификации оппозиционных движений и групп митрополиту Сергию (Страгородскому) // Патриарх Сергий (Страгородский): pro et contra: антология / Русская христианская гуманитарная академия; сост., авт. предисл. С. Л. Фирсов. — СПб. : РХГА, 2017. — 669 с. — С. 430—465
- Экклезиологическая и этико-каноническая позиция митрополита Казанского Кирилла (Смирнова) в его воззрениях на церковное управление и церковно-государственные отношения // История Русской православной Церкви в XX веке (1917—1933): материалы конференции (г. Сэнтендре (Венгрия) 13-16 ноября 2001 г.). — Мюнхен: Издание Обители прп. Иова Почаевского, 2002. — 580 с. — 1500 экз. — С. 406—428
- Проблемы религиозного образования в России // Континент 2002. — № 114. — С. 310—328
- Религиозный экстремизм в конфликте интерпретаций // Информационно-аналитический центр «Сова». — 29.10.2003.
- Трудные вопросы современного развития // Полис. Политические исследования. 2003. — № 2. — С. 174—187.
- Религиозная традиция в условиях кризиса секуляризма // Континент: литературный, публицистический и религиозный журнал. 2004. — № 2 (120). — С. 265—286
- Генезис и формы постсоветского атеизма в России // Вопросы религии и религиоведения. Выпуск 1: Антология отечественного религиоведения. Часть 4. Кафедра государственно-конфессиональных отношений РАГС / Сост. О. Ю. Васильева, Ю. П. Зуев, В. В. Шмидт. — М.: ИД «МедиаПром»; Изд-во РАГС, 2009. — 586 с. (копия)

- Авраамий (Аврамий) Болгарский // Православная энциклопедия. — М., 2000. — Т. I : А — Алексий Студит. — С. 172—173. — 40 000 экз. — ISBN 5-89572-006-4.
- Александр (Орудов) // Православная энциклопедия. — М., 2000. — Т. I : А — Алексий Студит. — С. 498. — 40 000 экз. — ISBN 5-89572-006-4.
- Алатырский во имя Святой Троицы мужской монастырь // Православная энциклопедия. — М., 2000. — Т. I : А — Алексий Студит. — С. 445-446. — 40 000 экз. — ISBN 5-89572-006-4. (в соавторстве с иеродиаконом Герасимом (Шевцовым))
- Киево-Николаевский Новодевичий женский монастырь.html 64016 // Православная энциклопедия. — М., 2000. — Т. I : А — Алексий Студит. — С. 446. — 40 000 экз. — ISBN 5-89572-006-4.
- Александринский Кошлоушский женский монастырь // Православная энциклопедия. — М., 2000. — Т. I : А — Алексий Студит. — С. 601. — 40 000 экз. — ISBN 5-89572-006-4.
- Алфионов Яков Иванович // Православная энциклопедия. — М., 2001. — Т. II : Алексий, человек Божий — Анфим Анхиальский. — С. 68-69. — 40 000 экз. — ISBN 5-89572-007-2.
- Аминь // Православная энциклопедия. — М., 2001. — Т. II : Алексий, человек Божий — Анфим Анхиальский. — С. 166-168. — 40 000 экз. — ISBN 5-89572-007-2.
- Амвросий (Орлин) // Православная энциклопедия. — М., 2001. — Т. II : Алексий, человек Божий — Анфим Анхиальский. — С. 145-146. — 40 000 экз. — ISBN 5-89572-007-2.
- Анастасий (Меткин) // Православная энциклопедия. — М., 2001. — Т. II : Алексий, человек Божий — Анфим Анхиальский. — С. 241—242. — 40 000 экз. — ISBN 5-89572-007-2.
- Ангелина (Алексеева) // Православная энциклопедия. — М., 2001. — Т. II : Алексий, человек Божий — Анфим Анхиальский. — С. 295. — 40 000 экз. — ISBN 5-89572-007-2.
- Андрей (Ухтомский) // Православная энциклопедия. — М., 2001. — Т. II : Алексий, человек Божий — Анфим Анхиальский. — С. 361-365. — 40 000 экз. — ISBN 5-89572-007-2.
- Андроник (Богословский) // Православная энциклопедия. — М., 2001. — Т. II : Алексий, человек Божий — Анфим Анхиальский. — С. 414-415. — 40 000 экз. — ISBN 5-89572-007-2.
- Антоний (Илляшевич) // Православная энциклопедия. — М., 2001. — Т. II : Алексий, человек Божий — Анфим Анхиальский. — С. 628. — 40 000 экз. — ISBN 5-89572-007-2.
- Атеизм // Православная энциклопедия. — М., 2001. — Т. III : Анфимий — Афанасий. — С. 660—675. — 40 000 экз. — ISBN 5-89572-008-0. (в соавторстве с А. Т. Казарян и С. В. Римским)
- Афанасий (Малинин) // Православная энциклопедия. — М., 2002. — Т. IV : Афанасий — Бессмертие. — С. 11-12. — 39 000 экз. — ISBN 5-89572-009-9.
- Афанасьев Дмитрий Петрович // Православная энциклопедия. — М., 2002. — Т. IV : Афанасий — Бессмертие. — С. 74-75. — 39 000 экз. — ISBN 5-89572-009-9.
- Байкинское викариатство // Православная энциклопедия. — М., 2002. — Т. IV : Афанасий — Бессмертие. — С. 270. — 39 000 экз. — ISBN 5-89572-009-9.
- Белебеевское викариатство // Православная энциклопедия. — М., 2002. — Т. IV : Афанасий — Бессмертие. — С. 520. — 39 000 экз. — ISBN 5-89572-009-9.
- Беляев Николай Яковлевич // Православная энциклопедия. — М., 2002. — Т. IV : Афанасий — Бессмертие. — С. 591-592. — 39 000 экз. — ISBN 5-89572-009-9.
- Благовидов Федор Васильевич // Православная энциклопедия. — М., 2002. — Т. V : Бессонов — Бонвеч. — С. 294. — 39 000 экз. — ISBN 5-89572-010-2.
- Бобровников Алексей Александрович // Православная энциклопедия. — М., 2002. — Т. V : Бессонов — Бонвеч. — С. 383. — 39 000 экз. — ISBN 5-89572-010-2.
- Бобровников Николай Алексеевич // Православная энциклопедия. — М., 2002. — Т. V : Бессонов — Бонвеч. — С. 383-384. — 39 000 экз. — ISBN 5-89572-010-2.
- Братства православные // Православная энциклопедия. — М., 2003. — Т. VI : Бондаренко — Варфоломей Эдесский[англ.]. — С. 201—213. — 39 000 экз. — ISBN 5-89572-010-2. (в соавторстве с С. С. Лукашовой)
- Будрин Евлампий Андреевич // Православная энциклопедия. — М., 2003. — Т. VI : Бондаренко — Варфоломей Эдесский[англ.]. — С. 323. — 39 000 экз. — ISBN 5-89572-010-2.
- Бугульминское викариатство // Православная энциклопедия. — М., 2003. — Т. VI : Бондаренко — Варфоломей Эдесский[англ.]. — С. 297. — 39 000 экз. — ISBN 5-89572-010-2.
- Бугурусланское викариатство // Православная энциклопедия. — М., 2003. — Т. VI : Бондаренко — Варфоломей Эдесский[англ.]. — С. 297-298. — 39 000 экз. — ISBN 5-89572-010-2.
- Бузулукское викариатство // Православная энциклопедия. — М., 2003. — Т. VI : Бондаренко — Варфоломей Эдесский[англ.]. — С. 327. — 39 000 экз. — ISBN 5-89572-010-2.
- Варлаам (Похилюк) // Православная энциклопедия. — М., 2003. — Т. VI : Бондаренко — Варфоломей Эдесский[англ.]. — С. 579—580. — 39 000 экз. — ISBN 5-89572-010-2.
- Васильевский Михаил Николаевич // Православная энциклопедия. — М., 2004. — Т. VII : Варшавская епархия — Веротерпимость. — С. 237-238. — 39 000 экз. — ISBN 5-89572-010-2.
- Виноградов Николай Петрович // Православная энциклопедия. — М., 2004. — Т. VIII : Вероучение — Владимиро-Волынская епархия. — С. 524. — 39 000 экз. — ISBN 5-89572-014-5.
- Владимир (Петров) // Православная энциклопедия. — М., 2004. — Т. VIII : Вероучение — Владимиро-Волынская епархия. — С. 656-568. — 39 000 экз. — ISBN 5-89572-014-5.
- Гурия Казанского святителя братство // Православная энциклопедия. — М., 2006. — Т. XIII : Григорий Палама — Даниель-Ропс. — С. 490—492. — 39 000 экз. — ISBN 5-89572-022-6.
- Гусев Александр Федорович // Православная энциклопедия. — М., 2006. — Т. XIII : Григорий Палама — Даниель-Ропс. — С. 499-500. — 39 000 экз. — ISBN 5-89572-022-6.
- Гусев Дмитрий Васильевич // Православная энциклопедия. — М., 2006. — Т. XIII : Григорий Палама — Даниель-Ропс. — С. 500. — 39 000 экз. — ISBN 5-89572-022-6.
- Казанская духовная академия // Православная энциклопедия. — М., 2012. — Т. XXIX : К — Каменац. — С. 117—134. — 39 000 экз. — ISBN 978-5-89572-025-7. (в соавторстве с Е. В. Липаковым)
- Керенский Владимир Александрович // Православная энциклопедия. — М., 2013. — Т. XXXII : Катехизис — Киево-Печерская икона „Успение Пресвятой Богородицы“. — С. 487-489. — 33 000 экз. — ISBN 978-5-89572-035-6.

- Житие преподобного Гавриила, старца Седмиозерной пустыни / [Сост. А. Журавский]. — М. : Казан. епархия, 1997. — 35,[3] с. — 21 см.
- Новые преподобномученики Раифские / отв. исполн. А. В. Журавский. — М. : Казанская Епархия, 1997. — 31 с.
- Православные храмы Татарстана = Orthodox Temples of Tatarstan : [Альбом] / Авт.-сост.: А. В. Журавский, Е. В. Липкова ; Фото: И. М. Юсупов и др.. — Казань : ИД РУИЦ, 2000. — 272 с. ISBN 5-93954-002-3
- Народы России: Атлас культур и религий / М-во регионального развития Российской Федерации, Рос. акад. наук; отв. ред. : А. В. Журавский, О. Е. Казьмина, В. А. Тишков. — 3-е изд., испр. и доп. М.: Феория, 2011. — 319 с. ISBN 978-5-91796-028-9

## Награды
- Орден Дружбы (2018).
- Благодарность президента РФ (2014).
- Почётная грамота Правительства РФ (2009)
- Благодарность Правительства РФ (2014).
- Действительный Государственный советник Российской Федерации 2 класса.